# Sverige (1678)
Sverige, officiellt HM Skepp Sverige, var ett linjeskepp i svenska Kungliga flottan. Sverige byggdes på Stockholms skeppsgård på Skeppsholmen i Stockholm under ledning av den engelske skeppsbyggmästaren Robert Turner och sjösattes 1678. Fartyget deltog i sjöstriderna under Stora nordiska kriget 1700–21, däribland slaget vid Køge bukt 1710. Hon utrangerades 1724.